# Romosz (przystanek kolejowy)
Romosz (ukr. Ромош, ros. Ромош) – przystanek kolejowy w pobliżu miejscowości Peretoki (hist. Baranie Peretoki), w rejonie czerwonogrodzkim, w obwodzie lwowskim, na Ukrainie. Leży na linii Lwów – Sapieżanka – Kowel. Nazwa pochodzi od pobliskiej wsi Romosz.
Przystanek istniał przed II wojną światową. Był wówczas położony w innym miejscu, bliżej miejscowości Romosz.